# Portmahomack
Portmahomack (Schots-Gaelisch: Port Mo Chalmaig) is een vissersdorp ongeveer 14 kilometer ten oosten van Tain in de Schotse lieutenancy Ross and Cromarty in het raadsgebied Highland.